# Thomas Hammond Meldahl
Thomas Hammond Meldahl (ca. 1742 – 19. november 1791 på Bessastaðir) var en norsk amtmand på Island.
Han var en søn af kaptajn Augustinus Meldahl (1713-1782) på Halse Gård (Stangvik Sogn, Nordmøre) og hans 1. hustru, Sophie f. Hammond (1726-1762). Sønnen dimitteredes fra Trondhjems Skole 1770 og studerede en tid i København, uden dog at tage embedseksamen. Efter at have tjent under Vejbygningsdirektionen, først som kopist og derpå et års tid som interimskonduktør, udnævntes han 1776 til vejkonduktør og gjorde som sådan tjeneste i Sjælland og i Norge. 1782 fik han titel af vejmester, 1785 karakter og rang af kaptajn. Endelig blev han i 1790 udnævnt til amtmand over Islands Sønderamt, hvor han allerede afgik ved døden det følgende år 19. november 1791 på gården Bessastaðir. Han var et yndet medlem af Det Norske Selskab i København, hvor Knud Lyne Rahbek karakteriserer ham som den "ædle, raske Meldahl, hvem vi andre kaldte idealet af en nordmand, men Nordmændene en sand Thrønder". Både Rahbek og Claus Fasting har sunget til hans pris; den sidste siger, at han var "bedre Sanger, end han var Ganger", hvilket sigter til hans fedme, som også Johan Herman Wessel omtaler.